# Reginhard von Abenberg
Reginhard von Abenberg (né vers 1120, mort le 15 juin 1186 à Wurtzbourg) est évêque de Wurtzbourg de 1171 à sa mort.

## Biographie
Reginhard descend des comtes d'Abenberg (de)-Frensdorf. Son père est Wolfram von Abenberg. Son frère Rapoto est Vogt de la principauté épiscopale de Bamberg et fondateur de l'abbaye d'Heilsbronn. Il devient chanoine de Neumünster en 1151 et de la cathédrale de Wurtzbourg en 1154. Reginhard gouverne l'évêché d'abord comme électeur avant sa consécration.
Reginhard participe à la cinquième campagne en Italie de l'empereur Frédéric Barberousse. Fin 1175, l'empereur demande aux princes d'établir de nouveaux contingents. L'évêché de Wurtzbourg est dans des limites financières, le chapitre est coincé entre le coût d'un engagement et la volonté de l'empereur. Lors du traité de Venise en juillet 1177 avec le pape Alexandre III, l'évêché de Wurtzbourg est représenté par le chancelier et prévôt Gottfried von Spitzenberg, qui deviendra le nouvel évêque après la mort de Reginhard von Abenberg.
Même si Reginhard von Abenberg s'est peu mêlé de politique, il est directement impliqué dans la chute de Henri XII de Bavière, dit le Lion. En 1180, la mise au ban du duc de Saxe est prononcée à Wurtzbourg.

## Source, notes et références
- (de) Cet article est partiellement ou en totalité issu de l’article de Wikipédia en allemand intitulé « Reginhard von Abenberg » (voir la liste des auteurs).
- Alfred Wendehorst : Das Bistum Würzburg 1. Die Bischofsreihe bis 1254 (= Germania Sacra; NF 1). 1962, p. 170–174 (Numérisation)
- (de) Alfred Wendehorst, « Reginhard von Abenberg », dans Neue Deutsche Biographie (NDB), vol. 21, Berlin, Duncker & Humblot, 2003, p. 267 (original numérisé).